# 在ミクロネシア連邦日本国大使館
在ミクロネシア連邦日本国大使館（英語: Embassy of Japan in the Federated States of Micronesia）は、ミクロネシア連邦の旧首都コロニアにある日本の大使館。

## 沿革
- 1986年11月3日、ミクロネシア連邦がアメリカ合衆国から独立する[2]
- 1988年12月、日本とミクロネシア連邦の間で外交関係が樹立される[2]
- 1995年1月、在ミクロネシア連邦兼勤駐在官事務所が開設される[2]
- 2008年1月1日、兼勤駐在官事務所に代わって常設の在ミクロネシア連邦日本国大使館が設立される[3]
- 2008年4月、在パラオ兼勤駐在官事務所及び在マーシャル諸島兼勤駐在官事務所の兼轄開始[2]
- 2010年1月、在パラオ兼勤駐在官事務所の兼轄終了[2]
- 2015年1月、在マーシャル諸島兼勤駐在官事務所の兼轄終了[2]

## 住所
- 所在地: One World Plaza 2nd Floor, Kapwaresou Street, Kolonia, Pohnpei[4]
- 私書箱: P.O.Box 1837 Kolonia, Pohnpei State, FSM 96941[4]